# 1883년

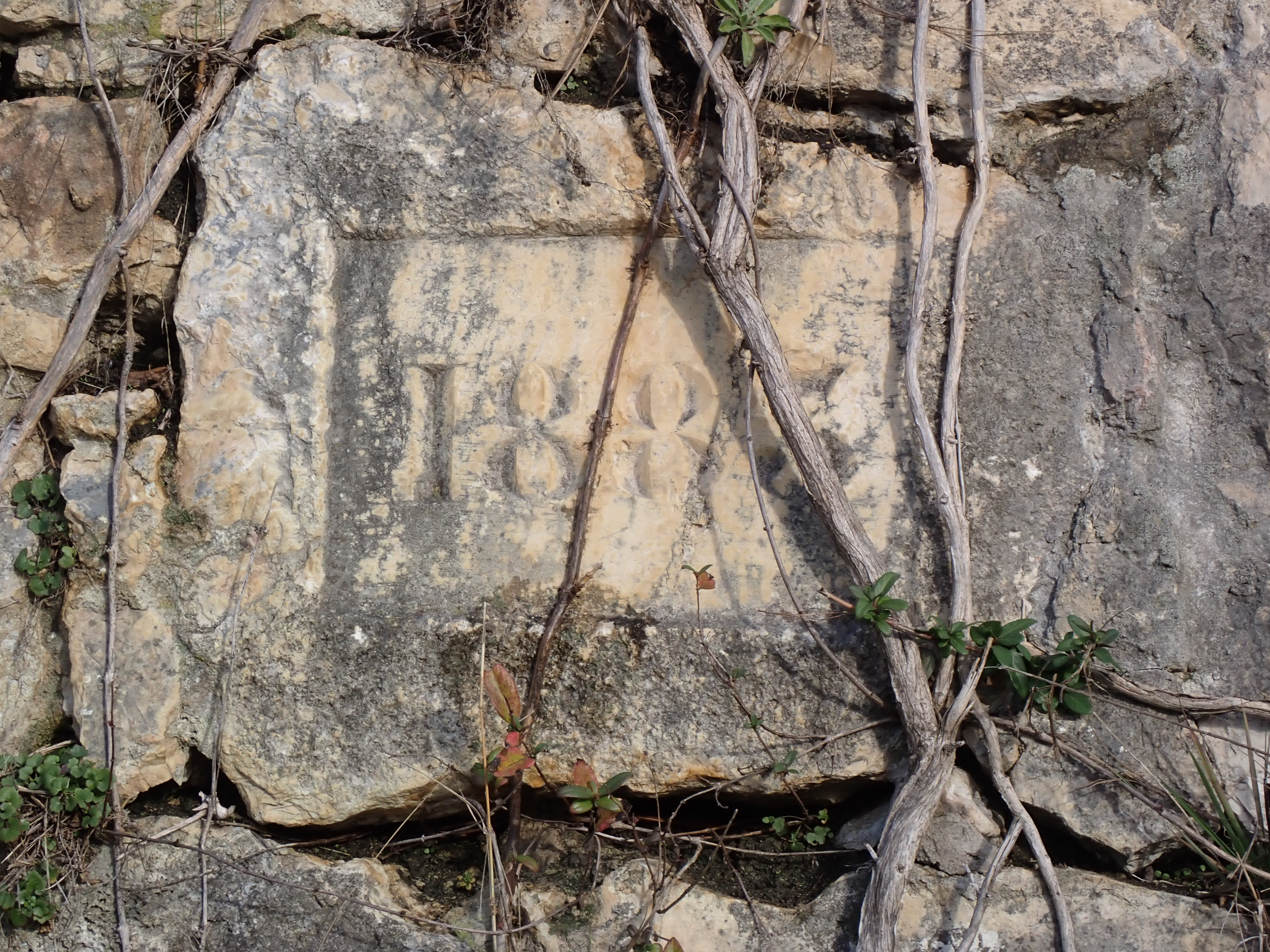

1883년은 월요일로 시작하는 평년이다.

## 연호
- 청(淸) 광서(光緖) 9년
- 일본(日本) 메이지(明治) 16년
- 응우옌 왕조(阮朝) 뜨득(嗣德) 36년

## 기년
- 청(淸) 덕종 광서제(德宗 光緖帝) 9년
- 조선(朝鮮) 고종(高宗) 20년
- 응우옌 왕조(阮朝) 사덕제(嗣德帝) 36년

## 사건
- 7월 15일 - 조선, 최초로 서방 세계에 민영익, 홍영식, 서광범, 유길준 등을 대동하여 미국으로 보빙사를 파견.
- 9월 3일 - 미국이 독립 100주년을 맞았다.
- 9월 18일 - 조선에서 파견한 보빙사 일행이 뉴욕에서 체스터 A. 아서 미국 대통령과 첫 회동을 하다.
- 조선과 일본 간에 조일통상장정이 체결됨.

## 문화
- 3월 6일 - 고종, 태극기를 정식 국기로 선포 (음력 1월 27일)
- 10월 4일 - 파리에서 루마니아의 지우르지우를 잇는 오리엔트 특급이 개통되다.
- 10월 31일 - 한국에서 근대 신문의 효시인 한성순보 창간. (음력 10월 1일)
- 발명가 맥심이 "맥심 기관총" 발명.
- 최초의  근대 사립학교 원산 학사 설립
- 최초의 근대 관립학교 동문학 설립

## 탄생
- 1월 1일
  - 미국의 군인, 정치인 윌리엄 J. 도너번. (~1959년)
  - 일본의 정치인, 총리 대신 하토야마 이치로. (~1959년)
- 1월 19일 - 독일의 지휘자 헤르만 아벤트로트. (~1956년)
- 1월 29일 - 북아일랜드의 축구 선수 빌리 맥크라켄.
- 2월 1일 - 대한민국의 독립운동가이자 일제 강점기의 교육자·종교인·언론인·시민사회단체인·정치인 조만식. (~1950년)
- 2월 18일 - 그리스의 소설가, 시인 니코스 카잔차키스. (~1957년)
- 2월 23일 - 독일의 실존주의 철학자 카를 야스퍼스. (~1969년)
- 2월 25일 - 영국의 왕가 올버니 공녀 앨리스. (~1981년)
- 3월 23일 - 이탈리아의 체조 선수 알베르토 브랄리아. (~1954년)
- 4월 13일 - 소련의 군인 세묜 부됸니. (~1973년)
- 4월 30일 - 체코의 작가 야로슬라프 하셰크. (~1923년)
- 6월 5일 - 영국의 경제학자 존 메이너드 케인스. (~1946년)
- 6월 28일 - 프랑스의 정치가 피에르 라발. (~1945년)
- 7월 3일 - 체코의 소설가 프란츠 카프카. (~1924년)
- 7월 29일 - 이탈리아의 정치인 베니토 무솔리니. (~1945년)
- 8월 19일 - 프랑스의 패션 디자이너, 사업가 코코 샤넬. (~1971년)
- 9월 21일 - 미국의 야구 선수 브리스 로드. (~1964년)
- 10월 3일 - 단테. (~1955년)
- 10월 8일 - 중화민국의 총통 옌시산. (~1960년)
- 10월 27일 - 러시아의 과학자 알렉산드르 페르스만. (~1945년)
- 11월 21일 - 대한민국의 독립운동가 이태준. (~?)
- 12월 10일 - 이탈리아의 군인, 상원의원 조반니 메세. (~1962년)
- 12월 22일 - 미국의 작곡가 에드가르 바레즈. (~1965년)
- 12월 28일 - 미국의 군인 로이드 프레덴덜. (~1963년)

### 미상
- 대한민국의 기업인 문재철. (~1955년)
- 대한민국의 독립운동가 안무. (~1924년)
- 대한제국의 관료, 일제 강점기의 경찰 박희정. (~?)

## 사망
- 1월 10일 -  미합중국의 의사 에이브러햄 링컨 대통령 암살자인 존 윌크스 부스의 공범 새뮤얼 머드. (1833년~)
- 1월 23일 - 프랑스의 예술가 귀스타브 도레. (1832년~)
- 1월 24일 - 독일의 작곡가 프리드리히 폰 플로토. (1812년~)
- 2월 13일 - 독일의 작곡가 리하르트 바그너. (1813년~)
- 2월 17일 - 프랑스의 기타리스트이자 작곡가 나폴레옹 코스테 (1806년~)
- 3월 14일 - 독일의 철학자 카를 마르크스. (1818년~)
- 4월 30일 - 프랑스의 화가 에두아르 마네. (1832년~)
- 5월 24일 - 알제리의 지도자 아도벨 카디르 (1808년~)
- 5월 26일 - 아일랜드의 천문학자 에드워드 새빈. (1788년~)
- 7월 22일 - 미국의 군인 애드워드 오드. (1818년~)
- 9월 3일 - 러시아의 소설가 이반 투르게네프. (1818년~)
- 10월 30일 - 독일의 작곡가 로베르트 폴크만. (1815년~)
- 12월 13일 - 프랑스의 시인, 비평가 빅토르 드 라프라드. (1812년~)

## 달력
| 1월 |    |    |    |    |    |    |
| 일  | 월 | 화 | 수 | 목 | 금 | 토 |
|     | 1  | 2  | 3  | 4  | 5  | 6  |
| 7   | 8  | 9  | 10 | 11 | 12 | 13 |
| 14  | 15 | 16 | 17 | 18 | 19 | 20 |
| 21  | 22 | 23 | 24 | 25 | 26 | 27 |
| 28  | 29 | 30 | 31 |    |    |    |

| 2월 |    |    |    |    |    |    |
| 일  | 월 | 화 | 수 | 목 | 금 | 토 |
|     |    |    |    | 1  | 2  | 3  |
| 4   | 5  | 6  | 7  | 8  | 9  | 10 |
| 11  | 12 | 13 | 14 | 15 | 16 | 17 |
| 18  | 19 | 20 | 21 | 22 | 23 | 24 |
| 25  | 26 | 27 | 28 |    |    |    |

| 3월 |    |    |    |    |    |    |
| 일  | 월 | 화 | 수 | 목 | 금 | 토 |
|     |    |    |    | 1  | 2  | 3  |
| 4   | 5  | 6  | 7  | 8  | 9  | 10 |
| 11  | 12 | 13 | 14 | 15 | 16 | 17 |
| 18  | 19 | 20 | 21 | 22 | 23 | 24 |
| 25  | 26 | 27 | 28 | 29 | 30 | 31 |

| 4월 |    |    |    |    |    |    |
| 일  | 월 | 화 | 수 | 목 | 금 | 토 |
| 1   | 2  | 3  | 4  | 5  | 6  | 7  |
| 8   | 9  | 10 | 11 | 12 | 13 | 14 |
| 15  | 16 | 17 | 18 | 19 | 20 | 21 |
| 22  | 23 | 24 | 25 | 26 | 27 | 28 |
| 29  | 30 |    |    |    |    |    |

| 5월 |    |    |    |    |    |    |
| 일  | 월 | 화 | 수 | 목 | 금 | 토 |
|     |    | 1  | 2  | 3  | 4  | 5  |
| 6   | 7  | 8  | 9  | 10 | 11 | 12 |
| 13  | 14 | 15 | 16 | 17 | 18 | 19 |
| 20  | 21 | 22 | 23 | 24 | 25 | 26 |
| 27  | 28 | 29 | 30 | 31 |    |    |

| 6월 |    |    |    |    |    |    |
| 일  | 월 | 화 | 수 | 목 | 금 | 토 |
|     |    |    |    |    | 1  | 2  |
| 3   | 4  | 5  | 6  | 7  | 8  | 9  |
| 10  | 11 | 12 | 13 | 14 | 15 | 16 |
| 17  | 18 | 19 | 20 | 21 | 22 | 23 |
| 24  | 25 | 26 | 27 | 28 | 29 | 30 |

| 7월 |    |    |    |    |    |    |
| 일  | 월 | 화 | 수 | 목 | 금 | 토 |
| 1   | 2  | 3  | 4  | 5  | 6  | 7  |
| 8   | 9  | 10 | 11 | 12 | 13 | 14 |
| 15  | 16 | 17 | 18 | 19 | 20 | 21 |
| 22  | 23 | 24 | 25 | 26 | 27 | 28 |
| 29  | 30 | 31 |    |    |    |    |

| 8월 |    |    |    |    |    |    |
| 일  | 월 | 화 | 수 | 목 | 금 | 토 |
|     |    |    | 1  | 2  | 3  | 4  |
| 5   | 6  | 7  | 8  | 9  | 10 | 11 |
| 12  | 13 | 14 | 15 | 16 | 17 | 18 |
| 19  | 20 | 21 | 22 | 23 | 24 | 25 |
| 26  | 27 | 28 | 29 | 30 | 31 |    |

| 9월 |    |    |    |    |    |    |
| 일  | 월 | 화 | 수 | 목 | 금 | 토 |
|     |    |    |    |    |    | 1  |
| 2   | 3  | 4  | 5  | 6  | 7  | 8  |
| 9   | 10 | 11 | 12 | 13 | 14 | 15 |
| 16  | 17 | 18 | 19 | 20 | 21 | 22 |
| 23  | 24 | 25 | 26 | 27 | 28 | 29 |
| 30  |    |    |    |    |    |    |

| 10월 |    |    |    |    |    |    |
| 일   | 월 | 화 | 수 | 목 | 금 | 토 |
|      | 1  | 2  | 3  | 4  | 5  | 6  |
| 7    | 8  | 9  | 10 | 11 | 12 | 13 |
| 14   | 15 | 16 | 17 | 18 | 19 | 20 |
| 21   | 22 | 23 | 24 | 25 | 26 | 27 |
| 28   | 29 | 30 | 31 |    |    |    |

| 11월 |    |    |    |    |    |    |
| 일   | 월 | 화 | 수 | 목 | 금 | 토 |
|      |    |    |    | 1  | 2  | 3  |
| 4    | 5  | 6  | 7  | 8  | 9  | 10 |
| 11   | 12 | 13 | 14 | 15 | 16 | 17 |
| 18   | 19 | 20 | 21 | 22 | 23 | 24 |
| 25   | 26 | 27 | 28 | 29 | 30 |    |

| 12월 |    |    |    |    |    |    |
| 일   | 월 | 화 | 수 | 목 | 금 | 토 |
|      |    |    |    |    |    | 1  |
| 2    | 3  | 4  | 5  | 6  | 7  | 8  |
| 9    | 10 | 11 | 12 | 13 | 14 | 15 |
| 16   | 17 | 18 | 19 | 20 | 21 | 22 |
| 23   | 24 | 25 | 26 | 27 | 28 | 29 |
| 30   | 31 |    |    |    |    |    |

### 음양력 대조 일람
| 음력월 | 월건 | 대소 | 음력 1일의 양력 월일 | 음력 1일 간지 |
| ------ | ---- | ---- | -------------------- | ------------- |
| 1월    | 갑인 | 소   | 2월 8일              | 계미          |
| 2월    | 을묘 | 소   | 3월 9일              | 임자          |
| 3월    | 병진 | 대   | 4월 7일              | 신사          |
| 4월    | 정사 | 소   | 5월 7일              | 신해          |
| 5월    | 무오 | 소   | 6월 5일              | 경진          |
| 6월    | 기미 | 대   | 7월 4일              | 기유          |
| 7월    | 경신 | 소   | 8월 3일              | 기묘          |
| 8월    | 신유 | 대   | 9월 1일              | 무신          |
| 9월    | 임술 | 대   | 10월 1일             | 무인          |
| 10월   | 계해 | 대   | 10월 31일            | 무신          |
| 11월   | 갑자 | 소   | 11월 30일            | 무인          |
| 12월   | 을축 | 대   | 12월 29일            | 정미          |